# Saison 2024 de l'équipe cycliste Decathlon AG2R La Mondiale
La saison 2024 de l'équipe cycliste Decathlon AG2R La Mondiale est la trente-troisième de cette équipe.

## Coureurs et encadrement technique

### Effectif
| Coureur                | Date de Nais.     | Nationalité | Équipe en 2023          | Vict. | Cont.             | Maillot dist.      |
| ---------------------- | ----------------- | ----------- | ----------------------- | ----- | ----------------- | ------------------ |
| Bruno Armirail         | 11 avril 1994     | France      | Groupama-FDJ            | 1     | 01/2024 - 12/2025 | - Contre-la-montre |
| Alex Baudin            | 25 mai 2001       | France      | AG2R Citroën            | 2     | 01/2023 - 12/2024 |                    |
| Sam Bennett            | 16 octobre 1990   | Irlande     | Bora-Hansgrohe          | 5     | 01/2024 - 12/2025 |                    |
| Clément Berthet        | 2 août 1997       | France      | AG2R Citroën            | 0     | 08/2021 - 12/2025 |                    |
| Edvald Boasson Hagen   | 17 mai 1987       | Norvège     | TotalEnergies           | 0     | 01/2024 - 12/2024 |                    |
| Franck Bonnamour,      | 20 juin 1995      | France      | AG2R Citroën            | 0     | 01/2023 - 12/2024 |                    |
| Geoffrey Bouchard      | 1er avril 1992    | France      | AG2R Citroën            | 0     | 01/2019 - 12/2025 |                    |
| Benoît Cosnefroy       | 17 octobre 1995   | France      | AG2R Citroën            | 7     | 08/2017 - 12/2025 |                    |
| Dries De Bondt         | 4 juillet 1991    | Belgique    | Alpecin-Deceuninck      | 0     | 01/2024 - 12/2025 |                    |
| Sander De Pestel       | 11 octobre 1998   | Belgique    | Flanders-Baloise        | 0     | 01/2024 - 12/2025 |                    |
| Stan Dewulf            | 20 décembre 1997  | Belgique    | AG2R Citroën            | 0     | 01/2021 - 12/2026 |                    |
| Felix Gall             | 27 février 1998   | Autriche    | AG2R Citroën            | 0     | 01/2022 - 12/2026 |                    |
| Pierre Gautherat       | 16 janvier 2003   | France      | AG2R Citroën            | 0     | 01/2023 - 12/2026 |                    |
| Dorian Godon           | 25 mai 1996       | France      | AG2R Citroën            | 2     | 01/2019 - 12/2025 |                    |
| Jaakko Hänninen        | 16 avril 1997     | Finlande    | AG2R Citroën            | 1     | 08/2019 - 12/2024 | - Route            |
| Jordan Labrosse        | 15 septembre 2002 | France      | AG2R Citroën            | 0     | 08/2023 - 12/2025 |                    |
| Victor Lafay           | 17 janvier 1996   | France      | Cofidis                 | 0     | 01/2024 - 12/2025 |                    |
| Paul Lapeira           | 25 février 2000   | France      | AG2R Citroën            | 5     | 01/2022 - 12/2025 | - Route            |
| Oliver Naesen          | 16 septembre 1990 | Belgique    | AG2R Citroën            | 0     | 01/2017 - 12/2025 |                    |
| Ben O'Connor           | 25 novembre 1995  | Australie   | AG2R Citroën            | 3     | 01/2021 - 12/2024 |                    |
| Aurélien Paret-Peintre | 27 février 1996   | France      | AG2R Citroën            | 1     | 08/2018 - 12/2026 |                    |
| Valentin Paret-Peintre | 14 janvier 2001   | France      | AG2R Citroën            | 1     | 01/2022 - 12/2024 |                    |
| Nans Peters            | 12 mars 1994      | France      | AG2R Citroën            | 0     | 01/2017 - 12/2025 |                    |
| Gianluca Pollefliet    | 28 janvier 2002   | Belgique    | Lotto Dstny Development | 0     | 01/2024 - 12/2026 |                    |
| Nicolas Prodhomme      | 1er février 1997  | France      | AG2R Citroën            | 0     | 01/2021 - 12/2026 |                    |
| Valentin Retailleau    | 18 juin 2000      | France      | AG2R Citroën            | 1     | 08/2022 - 12/2024 |                    |
| Damien Touzé           | 7 juillet 1996    | France      | AG2R Citroën            | 0     | 01/2021 - 12/2024 |                    |
| Bastien Tronchon       | 29 mars 2002      | France      | AG2R Citroën            | 0     | 01/2023 - 12/2025 |                    |
| Andrea Vendrame        | 20 juillet 1994   | Italie      | AG2R Citroën            | 1     | 01/2020 - 12/2025 |                    |
| Larry Warbasse         | 28 juin 1990      | États-Unis  | AG2R Citroën            | 0     | 01/2019 - 12/2024 |                    |

### Encadrement technique
| Poste                          | Identité |
| ------------------------------ | --- |
| Manager général                | Dominique Serieys |
| Directeur sportif              | Vincent Lavenu (jusqu'au 21 août 2024) |
| Assistants directeurs sportifs | Alexandre Abel, Artūras Kasputis, Cyril Dessel, David Giraud, Didier Jannel, Jean-Baptiste Quiclet, José Luis Arrieta, Julien Jurdie, Laurent Biondi, Nicolas Guillé, Sébastien Joly, Stéphane Goubert, Stephen Barrett |

## Champions nationaux, continentaux et mondiaux
| Date              | Course                                                               | Maillot | Coureurs        | Pays     | Lieu                      |
| ----------------- | -------------------------------------------------------------------- | ------- | --------------- | -------- | ------------------------- |
| 16 juin 2024      | Championnat de Finlande de cyclisme sur route                        |         | Jaakko Hänninen | Finlande | Espoo                     |
| 20 juin 2024      | Championnat de France du contre-la-montre                            |         | Bruno Armirail  | France   | Saint-Martin-de-Landelles |
| 23 juin 2024      | Championnat de France du cyclisme sur route                          |         | Paul Lapeira    | France   | Saint-Martin-de-Landelles |
| 25 septembre 2024 | Championnats du Monde - Contre-la-montre par équipes en relais mixte |         | Ben O'Connor    | Suisse   | Zurich                    |

## Classement UCI par équipes
Le classement UCI par équipes se calcule en comptabilisant les points des 20 meilleurs coureurs de l'équipe. Ce classement est calculé avec les points acquis lors de l'année civile. Au terme d'une période de trois ans (2023-2025), les dix-huit meilleures équipes recevront une licence World Tour pour la prochaine période (2026-2028).
| Classement UCI (par équipes) au 20 octobre 2024 | Classement UCI (par équipes) au 20 octobre 2024 | Classement UCI (par équipes) au 20 octobre 2024 | Classement UCI (par équipes) au 20 octobre 2024 | Classement UCI (par équipes) au 20 octobre 2024 |
| #                                               | Équipe                                          | 2024                                            | Diff.                                           |                                                 |
| ----------------------------------------------- | ----------------------------------------------- | ----------------------------------------------- | ----------------------------------------------- | ----------------------------------------------- |
| 1                                               | UAE Team Emirates                               | 37407,60                                        | -                                               |                                                 |
| 2                                               | Team Visma-Lease a Bike                         | 20427,98                                        | 16979,62                                        |                                                 |
| 3                                               | Soudal Quick-Step                               | 18153,97                                        | 2274,01                                         |                                                 |
| 4                                               | Lidl-Trek                                       | 17989,00                                        | 164,97                                          |                                                 |
| 5                                               | Red Bull-Bora-Hansgrohe                         | 16894,33                                        | 1094,67                                         |                                                 |
| 6                                               | Decathlon AG2R La Mondiale                      | 15930,84                                        | 963,39                                          |                                                 |
| 7                                               | Ineos Grenadiers                                | 15547,97                                        | 382,87                                          |                                                 |
| 8                                               | Alpecin-Deceuninck                              | 15020,00                                        | 527,97                                          |                                                 |
| 9                                               | Lotto Dstny                                     | 12579,29                                        | 2440,71                                         |                                                 |
| 10                                              | Groupama-FDJ                                    | 12357,00                                        | 222,29                                          |                                                 |
| 11                                              | Israel-Premier Tech                             | 11723,33                                        | 633,67                                          |                                                 |
| 12                                              | EF Education-EasyPost                           | 11594,95                                        | 128,38                                          |                                                 |
| 13                                              | Movistar Team                                   | 10879,00                                        | 715,95                                          |                                                 |
| 14                                              | Jayco AlUla                                     | 10625,30                                        | 253,70                                          |                                                 |
| 15                                              | Intermarché-Wanty                               | 9915,00                                         | 710,30                                          |                                                 |
| 16                                              | Team dsm-firmenich PostNL                       | 9646,63                                         | 268,37                                          |                                                 |
| 17                                              | Bahrain Victorious                              | 9547,16                                         | 99,47                                           |                                                 |
| 18                                              | Uno-X Mobility                                  | 8938,67                                         | 608,49                                          |                                                 |
| 19                                              | Arkéa-B&B Hotels                                | 8735,00                                         | 203,67                                          |                                                 |
| 20                                              | Cofidis                                         | 7889,84                                         | 845,16                                          |                                                 |
| 21                                              | Astana Qazaqstan Team                           | 6563,24                                         | 1326,60                                         |                                                 |
| 22                                              | Tudor Pro Cycling Team                          | 5753,33                                         | 809,91                                          |                                                 |

| Liste des vingt coureurs marquant des points pour le classement UCI par équipes 2024. | Liste des vingt coureurs marquant des points pour le classement UCI par équipes 2024. | Liste des vingt coureurs marquant des points pour le classement UCI par équipes 2024. |
| #                                                                                     | Coureur                                                                               | Points                                                                                |
| ------------------------------------------------------------------------------------- | ------------------------------------------------------------------------------------- | ------------------------------------------------------------------------------------- |
| 1                                                                                     | Ben O'Connor                                                                          | 4096,00                                                                               |
| 2                                                                                     | Benoît Cosnefroy                                                                      | 1621,00                                                                               |
| 3                                                                                     | Paul Lapeira                                                                          | 1086,00                                                                               |
| 4                                                                                     | Alex Baudin                                                                           | 963,00                                                                                |
| 5                                                                                     | Aurélien Paret-Peintre                                                                | 906,14                                                                                |
| 6                                                                                     | Felix Gall                                                                            | 869,14                                                                                |
| 7                                                                                     | Sam Bennett                                                                           | 744,14                                                                                |
| 8                                                                                     | Valentin Paret-Peintre                                                                | 706,00                                                                                |
| 9                                                                                     | Dorian Godon                                                                          | 702,14                                                                                |
| 10                                                                                    | Oliver Naesen                                                                         | 691,14                                                                                |
| 11                                                                                    | Andrea Vendrame                                                                       | 596,00                                                                                |
| 12                                                                                    | Pierre Gautherat                                                                      | 593,00                                                                                |
| 13                                                                                    | Clément Berthet                                                                       | 510,00                                                                                |
| 14                                                                                    | Bruno Armirail                                                                        | 366,14                                                                                |
| 15                                                                                    | Stan Dewulf                                                                           | 346,00                                                                                |
| 16                                                                                    | Bastien Tronchon                                                                      | 306,00                                                                                |
| 17                                                                                    | Nicolas Prodhomme                                                                     | 250,00                                                                                |
| 18                                                                                    | Victor Lafay                                                                          | 235,00                                                                                |
| 19                                                                                    | Damien Touzé                                                                          | 179,00                                                                                |
| 20                                                                                    | Larry Warbasse                                                                        | 165,00                                                                                |
| TOTAL                                                                                 | TOTAL                                                                                 | 15930,84                                                                              |

| Classement UCI (par équipes) pour les années 2023 et 2024. | Classement UCI (par équipes) pour les années 2023 et 2024. | Classement UCI (par équipes) pour les années 2023 et 2024. | Classement UCI (par équipes) pour les années 2023 et 2024. | Classement UCI (par équipes) pour les années 2023 et 2024. | Classement UCI (par équipes) pour les années 2023 et 2024. |
| #                                                          | Équipe                                                     | 2023                                                       | 2024                                                       | Total                                                      | Diff.                                                      |
| ---------------------------------------------------------- | ---------------------------------------------------------- | ---------------------------------------------------------- | ---------------------------------------------------------- | ---------------------------------------------------------- | ---------------------------------------------------------- |
| 1                                                          | UAE Team Emirates                                          | 30963,18                                                   | 37407,60                                                   | 68370,78                                                   | -                                                          |
| 2                                                          | Team Visma-Lease a Bike                                    | 29654,45                                                   | 20427,98                                                   | 50082,43                                                   | 18288,35                                                   |
| 3                                                          | Soudal Quick-Step                                          | 18702,85                                                   | 18153,97                                                   | 36856,82                                                   | 13225,61                                                   |
| 4                                                          | Lidl-Trek                                                  | 16054,45                                                   | 17989,00                                                   | 34043,45                                                   | 2813,37                                                    |
| 5                                                          | Ineos Grenadiers                                           | 17760,93                                                   | 15547,97                                                   | 33308,90                                                   | 734,55                                                     |
| 6                                                          | Red Bull-Bora-Hansgrohe                                    | 13325,13                                                   | 16894,33                                                   | 30219,46                                                   | 3089,44                                                    |
| 7                                                          | Alpecin-Deceuninck                                         | 14519,25                                                   | 15020,00                                                   | 29539,25                                                   | 680,21                                                     |
| 8                                                          | Groupama-FDJ                                               | 14834,51                                                   | 12357,00                                                   | 27191,51                                                   | 2347,74                                                    |
| 9                                                          | Lotto Dstny                                                | 14112,83                                                   | 12579,29                                                   | 26692,12                                                   | 499,39                                                     |
| 10                                                         | Bahrain Victorious                                         | 15787,81                                                   | 9547,16                                                    | 25334,97                                                   | 1357,15                                                    |
| 11                                                         | Decathlon AG2R La Mondiale                                 | 9096,00                                                    | 15930,84                                                   | 25026,84                                                   | 308,13                                                     |
| 12                                                         | EF Education-EasyPost                                      | 11818,69                                                   | 11594,95                                                   | 23413,64                                                   | 1613,20                                                    |
| 13                                                         | Movistar Team                                              | 10989,53                                                   | 10879,00                                                   | 21868,53                                                   | 1545,11                                                    |
| 14                                                         | Israel-Premier Tech                                        | 10022,00                                                   | 11723,33                                                   | 21745,33                                                   | 123,20                                                     |
| 15                                                         | Jayco AlUla                                                | 10737,65                                                   | 10625,30                                                   | 21362,95                                                   | 382,38                                                     |
| 16                                                         | Intermarché-Wanty                                          | 10492,28                                                   | 9915,00                                                    | 20407,28                                                   | 955,67                                                     |
| 17                                                         | Team dsm-firmenich PostNL                                  | 9102,20                                                    | 9646,63                                                    | 18748,83                                                   | 1658,45                                                    |
| 18                                                         | Cofidis                                                    | 10437,41                                                   | 7889,84                                                    | 18327,25                                                   | 421,58                                                     |
| 19                                                         | Arkéa-B&B Hotels                                           | 7229,00                                                    | 8735,00                                                    | 15964,00                                                   | 2363,25                                                    |
| 20                                                         | Uno-X Mobility                                             | 6569,00                                                    | 8938,67                                                    | 15507,67                                                   | 456,33                                                     |
| 21                                                         | Astana Qazaqstan Team                                      | 7044,44                                                    | 6563,24                                                    | 13607,68                                                   | 1899,99                                                    |
| 22                                                         | TotalEnergies                                              | 5765,00                                                    | 4897,00                                                    | 10662,00                                                   | 2945,68                                                    |

## Classement UCI individuel en fin de saison
| 4   | Ben O'Connor           | 4096,00 |
| 40  | Benoît Cosnefroy       | 1621,00 |
| 80  | Paul Lapeira           | 1086,00 |
| 97  | Alex Baudin            | 963,00  |
| 105 | Aurélien Paret-Peintre | 906,14  |
| 110 | Felix Gall             | 869,14  |
| 131 | Sam Bennett            | 744,14  |
| 139 | Valentin Paret-Peintre | 706,00  |
| 141 | Dorian Godon           | 702,14  |
| 144 | Oliver Naesen          | 691,14  |

| 166 | Andrea Vendrame   | 596,00 |
| 167 | Pierre Gautherat  | 593,00 |
| 203 | Clément Berthet   | 510,00 |
| 247 | Bruno Armirail    | 366,14 |
| 262 | Stan Dewulf       | 346,00 |
| 300 | Bastien Tronchon  | 306,00 |
| 347 | Nicolas Prodhomme | 250,00 |
| 369 | Victor Lafay      | 235,00 |
| 475 | Damien Touzé      | 179,00 |
| 498 | Larry Warbasse    | 165,00 |

| 532  | Dries De Bondt       | 151,14 |
| 565  | Jordan Labrosse      | 137,00 |
| 642  | Nans Peters          | 110,00 |
| 845  | Valentin Retailleau  | 73,00  |
| 937  | Jaakko Hänninen      | 63,00  |
| 949  | Gianluca Pollefliet  | 61,00  |
| 1084 | Sander De Pestel     | 52,00  |
| 2284 | Edvald Boasson Hagen | 9,00   |
| 2305 | Geoffrey Bouchard    | 5,00   |